# گبلن
گبلن (به فرانسوی: Guébling) یک کمون در فرانسه است که در Canton of Dieuze واقع شده‌است.

## خصوصیات
گبلن ۶٫۸۶ کیلومترمربع مساحت و ۱۴۵ نفر جمعیت دارد و ۲۲۰ متر بالاتر از سطح دریا واقع شده‌است.